# Randy Smith
Randolph "Randy" Smith (ur. 12 grudnia 1948, zm. 4 czerwca 2009) – amerykański koszykarz grający na pozycjach rozgrywającego i niskiego skrzydłowego. Ustanowił rekord NBA w ilości kolejnych rozegranych meczów sezonu regularnego – w latach 1972–1982 wystąpił w 906 spotkaniach. Jego rekord został poprawiony przez A.C. Greena z Dallas Mavericks w listopadzie 1997 roku

## Osiągnięcia
NCAA
- Wybierany do składów All-American[2]
- Zaliczony do Greater Buffalo Sports Hall of Fame[2]

NBA
- MVP NBA All-Star Game (1978)[3]
- Uczestnik meczu gwiazd:
  - NBA (1976, 1978)[4]
  - Legend NBA (1986, 1988)[5]
- Wybrany do II składu All-NBA (1976)[6]
- Lider:
  - wszech czasów klubu Clippers w liczbie rozegranych spotkań, minut, celnych oraz oddanych rzutów z gry, punktów, asyst, przechwytów, fauli[7]
  - play-off w średniej asyst (1976)[8]